# Știuca
Știuca (deutsch Ebendorf, ungarisch Csukás, ukrainisch Штюка Štjuka) ist eine Gemeinde im Kreis Timiș, in der Region Banat, im Südwesten Rumäniens. Zur Gemeinde Știuca gehören die Dörfer Oloșag, Zgribești und Dragomirești.

## Geografie

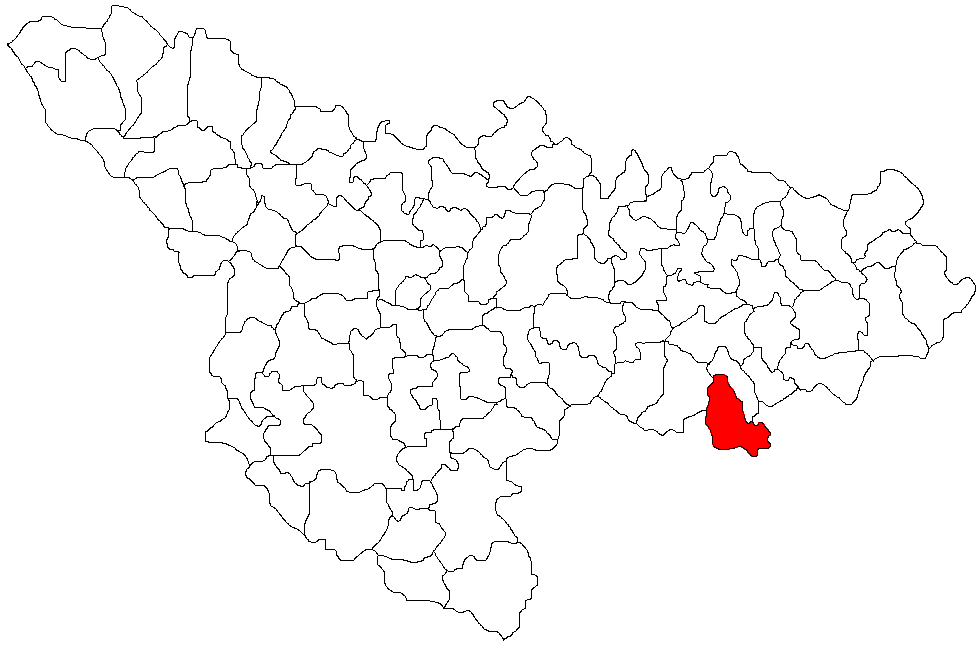
Lage der Gemeinde Știuca im Kreis Timiș

Știuca liegt etwa 14 Kilometer südöstlich von Lugoj, am rechten Ufer des in die Temesch mündenden Baches Știuca, und dicht an der Grenze zum Kreis Caraș-Severin. Zugang zum Bahnnetz besteht sechs Kilometer nordöstlich in Gavojdia an der Bahnstrecke Lugoj–Caransebeș. Weitere Nachbargemeinden sind Sălbăgelu Nou im Osten, Dragomirești im Südsüdwesten, Petroasa Mare im Nordnordwesten, Honorici im Nordwesten und Oloșag im Norden.

## Nachbarorte
| Petroasa Mare | Oloșag                                      | Gavojdia      |
| Pădureni      | Kompassrose, die auf Nachbargemeinden zeigt | Sălbăgelu Nou |
| Dragomirești  | Brebu                                       | Zgribești     |

## Geschichte

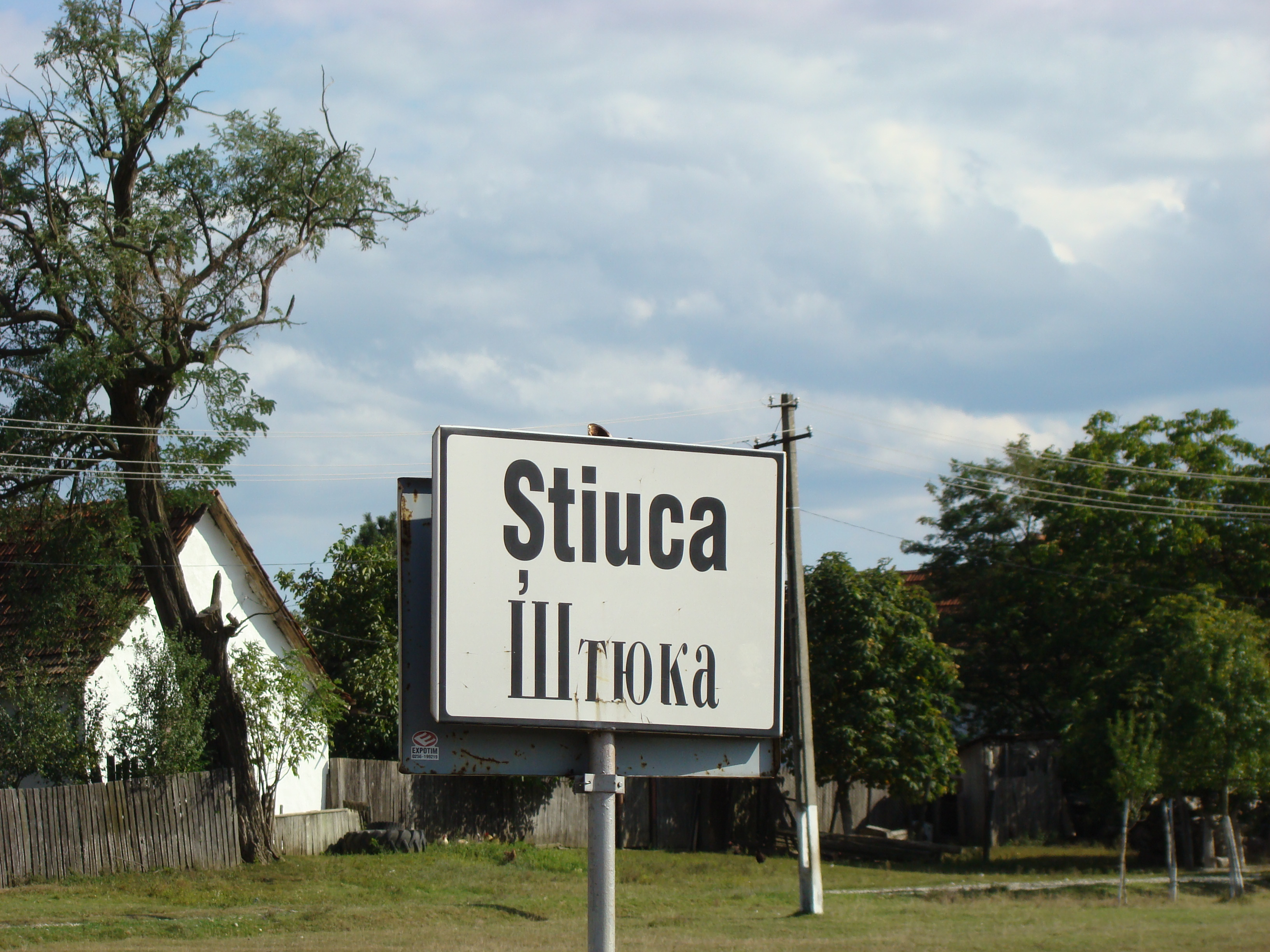
Zweisprachiges Ortsschild

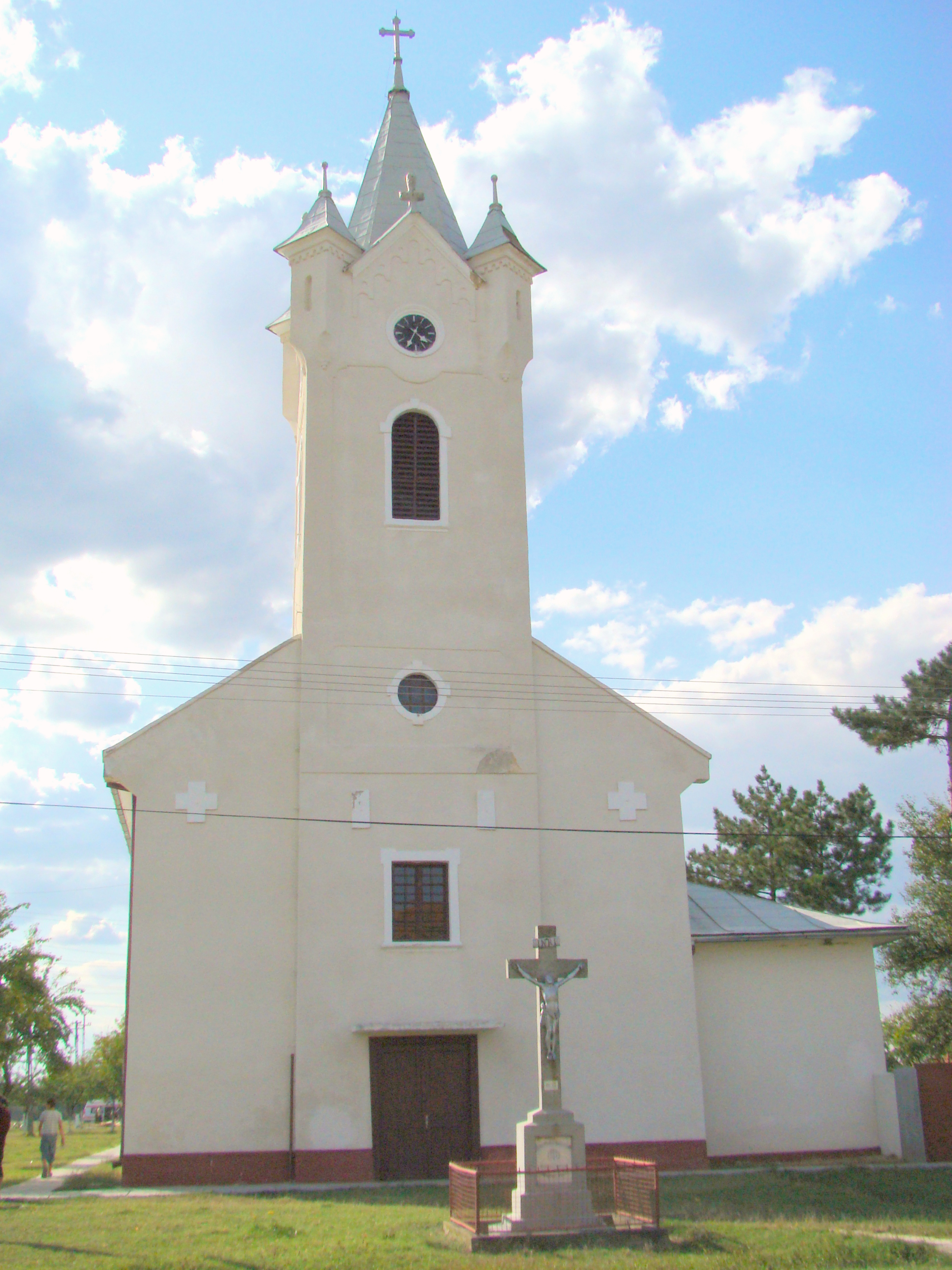
Römisch-katholische Kirche

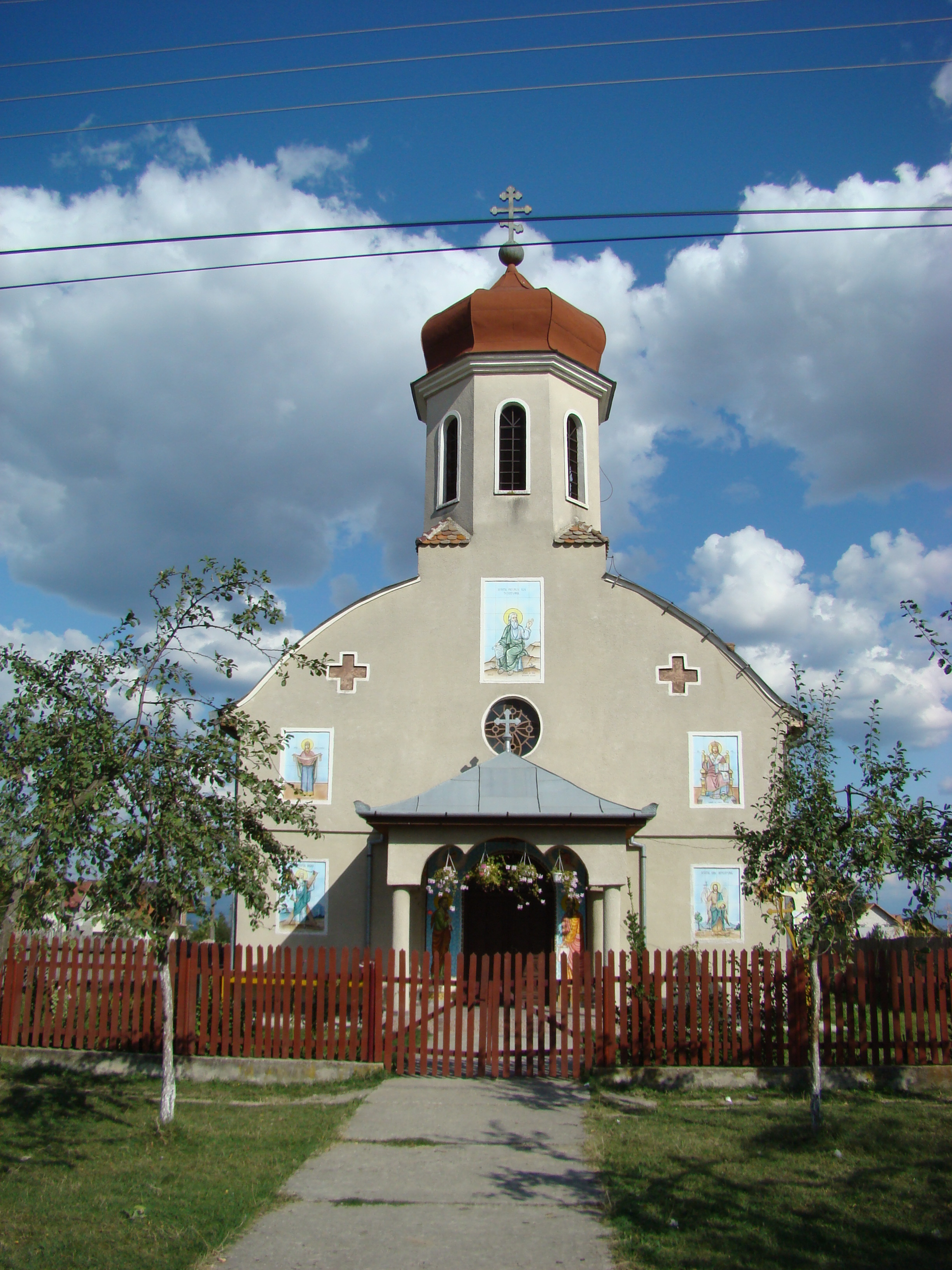
Orthodoxe Kirche

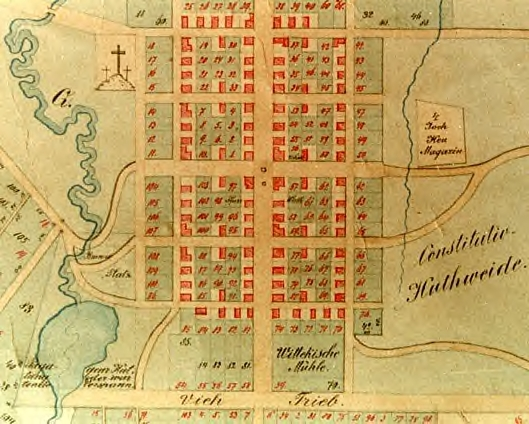
Karte von Ebendorf, 1797

Nach dem Frieden von Passarowitz am 21. Juli 1718 wurde das Banat nach 164 Jahren Türkenherrschaft der Habsburgermonarchie angeschlossen und als kaiserliche Kron- und Kammerdomäne der Wiener Reichsregierung unterstellt. Es begann die habsburgische Kolonisierung des Banats durch die sogenannten Schwabenzüge. Ebendorf wurde 1786 zum Ende des Dritten großen Schwabenzugs gegründet. Zusammen mit Wetschehausen (heute Petroasa Mare) und Kranichstätten (heute Darova) wurde der Ort mehrheitlich mit Familien aus dem Deutschen Reich besiedelt. Fast ein Drittel der Siedler stammte aus Mähren, etwa ein Achtel aus Franken, und einige Familien aus Böhmen. Anfang des 19. Jahrhunderts ließen sich auch einige Tschechen und Slowaken nieder.
Anfangs war das Dorf der Wiener Hofkammer unterstellt. 1805 erwarb Baron Michael von Bruckenthal die Hälfte der Gemarkung. Im folgenden Jahrhundert war Ebendorf Privatgrundherrschaft der Familien Bruckenthal, des Josef Zeyk de Zeykfalva, und des Gutsherrn Winterberg und Bodanski. 1894 wurde das Patronat des Grundherrn über die römisch-katholische Kirchengemeinde aufgelöst. Die Grundherren verlangten für das Eigentumsrecht über die Ansässigkeiten Entschädigungen, für die sich die Bauern langfristig stark verschuldeten.
Im Rahmen der ungarischen Magyarisierungsmaßnahmen wurde der Ort 1867 erstmals umbenannt und trug fortan den Namen Csukás. In der Folge des Ersten Weltkriegs erhielt Rumänien große Teile des Banats; seit dieser Zeit heißt die Gemeinde Știuca. Eine Initiative zur Wiedereinführung der alten deutschen Ortsnamen war im Vorfeld gescheitert.
Infolge des Waffen-SS Abkommens vom 12. Mai 1943 zwischen der Antonescu-Regierung und Hitler-Deutschland wurden alle deutschstämmigen wehrpflichtigen Männer in die deutsche Armee eingezogen. Noch vor Kriegsende, im Januar 1945, fand die Deportation aller volksdeutschen Frauen zwischen 18 und 30 Jahren und Männer im Alter von 16 bis 45 Jahren zur Aufbauarbeit in die Sowjetunion statt. Das Bodenreformgesetz vom 23. März 1945, das die Enteignung der deutschen Bauern in Rumänien vorsah, entzog der ländlichen Bevölkerung die Lebensgrundlage.

### Wirtschaft
Die Mehrheit der Bevölkerung beschäftigte sich anfänglich mit der Landwirtschaft, und hier hauptsächlich mit dem Getreideanbau (Weizen, Gerste, Hafer, Roggen, Mais), aber auch mit dem Anbau von Sonnenblumen, Sojabohnen, Klee, Hanf, Tabak, Leinen und Futterpflanzen. Gemüse wurde zumeist in Hausgärten angebaut, Kartoffeln auch auf den Feldern, und Obst besonders in den Weingärten, die einen beträchtlichen Teil der Fläche der Gemarkung einnahmen.
Die Viehzucht konnte wegen der kleinen Hutweide nicht in größerem Stil betrieben werden. In den meisten Häusern wurden eine oder mehrere Milchkühe gehalten, mancherorts auch Pferde, Schweine und Geflügel. Die in das Dorf führenden Straßen und Dorfgassen waren mit Maulbeerbäumen gesäumt, welche traditionell der Seidenraupenzucht dienten und ein kleines Zusatzeinkommen einbrachten.
Ende des 18. Jahrhunderts gab es in Ebendorf eine Mühle. Zum Mahlen von Mais, Gerste und Hafer für Viehfutter hatten die Bauern eigene Handschroter. Erst in den 1930er Jahren wurde eine Schrotmühle eingerichtet. Im Ort wurde auch eine Schnapsbrennerei betrieben. 1807 ersuchte Baron von Bruckenthal um Genehmigung für das Abhalten von zwei Jahrmärkten in Ebendorf. 1810 gewährte König Franz I. Ebendorf das Privilegium eines Marktfleckens. In den Jahren darauf wurden zwei Jahrmärkte, jeweils am 24. April und am 19. September abgehalten.
Um 1900 betrieben 18 Handwerker (Maurer, Zimmerleute, Schmiede, Wagner, Schuhmacher, Tischler, Schneider und Barbiere) im Ort ihr Gewerbe, bald auch noch Kaufläden wie die Metzgerei, einen Gastwirt, zwei Gemischtwarenhändler und einen Greißler. Mitte der 1930er Jahre rief der Bauernverein eine Genossenschaft ins Leben, welche eine Modernisierung der landwirtschaftlichen Betriebe zum Ziel hatte, so auch den Einsatz von Kunstdünger, das gemeinschaftliche Auftreten auf dem Absatzmarkt, und die gemeinsame Anschaffung von Geräten und Maschinen. 1944 bestanden in Ebendorf zwei Dresch- und 21 Sämaschinen, 36 Maissetzer und 15 Grasmäher. 1958 wurde eine Landwirtschaftliche Produktionsgenossenschaft ins Leben gerufen, welcher die Bauern mit ihren Feldern, Geräten, Maschinen und Zugtieren beitraten. Ende der 1950er Jahre wurde der Ort elektrifiziert. Die Errichtung eines Wasserturms und Einrichtung eines Wasserleitungsnetz sicherte die Trinkwasserversorgung.

### Kirche und Schule
Ebendorf war eine gemischte Gemeinde, die aus römisch-katholischen und evangelischen Gläubigen bestand, die jeweils ihre eigene Kirche hatten. Damit setzte sich die Ortschaft ihren deutschen, hauptsächlich katholischen Nachbargemeinden ab.
1786 wurde in Ebendorf eine Schule eingerichtet. Die Lutheraner betrieben zeitweise eine eigene Schule. Die Unterrichtssprache war deutsch. 1900 wurde die Schule verstaatlicht, und alle Fächer wurden in ungarischer Sprache unterrichtet. 1919 wurde die rumänische Sprache als Lehrfach eingeführt. Seit Mitte der 1970er Jahre besteht in Ebendorf auch eine rumänische Abteilung mit den Klassen 5 bis 8., die von ruthenischen und rumänischen Kindern aus den umliegenden Ortschaften besucht werden. 1981 wurde der deutschsprachige Unterricht in Ebendorf eingestellt.

### Demografie
Die beginnende Auswanderung der Deutschen in den 1960er Jahren zog hauptsächlich Ruthenen aus der Maramureș nach; die Häuser standen nicht lange leer. 1990 lebten 102 ruthenische Familien im Ort. Das Ortseingangsschild ist zweisprachig gestaltet (in rumänischer und ruthenischer Sprache).
| 1880 | 2896 | 2028 | 693 | 140 | -    | 35                |
| 1900 | 3644 | 2402 | 936 | 273 | -    | 33                |
| 1930 | 3250 | 2211 | 972 | 47  | 5    | 14                |
| 1977 | 1949 | 995  | 367 | 5   | 576  | 6                 |
| 1992 | 1628 | 658  | 62  | 7   | 898  | 3                 |
| 2002 | 1840 | 631  | 18  | 6   | 1185 | -                 |
| 2011 | 1813 | 618  | 11  | 9   | 1139 | 36 (5 Tschechen)  |
| 2021 | 2160 | 778  | 4   | 4   | 1227 | 147 (8 Lipowaner) |